# Johann Felix Meyer
Johann Felix Meyer (* 9. Mai 1845 in Rümlang; † 18. April 1882 in Töss, heute Stadtkreis von Winterthur) war ein Schweizer reformierter Pfarrer, Politiker und Arbeiterführer.

## Lebenslauf
Johann Felix Meyer kam als Sohn von Hans Jacob Meyer und Anna Barbara Meyer (geb. Wegmann) auf die Welt. Er studierte Theologie und wurde 1867 ordiniert. Danach arbeitete er zunächst als Vikar in Töss, ab 1868 war er Pfarrverweser und 1870 übernahm er schliesslich die Pfarrstelle.
Bereits 1865 betätigte er sich politisch als Präsident des Arbeitervereins Töss und setzte sich dabei unter anderem für das Konsumgeschäft des Arbeitervereins ein. Ab 1875 arbeitete er am von der Winterthurer Arbeiterbewegung gestellten Bundeskomitee des Schweizer Arbeiterbundes mit, der 1880 wieder aufgelöst wurde. 1875 wurde Meyer in den Kantonsrat gewählt, wobei dessen Kandidatur auf der Liste der Demokraten eine Konzession an die Sozialisten war. Dessen Mitglied blieb er bis zu seinem Tod 1882. Er zeichnete auf mit der Getreidehandelsinitiative für den ersten politischen Vorstoss der kantonalen Arbeiterbewegung verantwortlich, die eine staatliche Kontrolle des Getreidehandels forderte. Diese vertrat er dann auch selbst im Februar 1879 im Kantonsrat. Wegen seines politischen Engagements war er bei der Pfarrwahl 1880 umstritten, wurde jedoch wiedergewählt. Vom Schriftsteller J. C. Heer wurde Meyer als «temperamentvoller Weltverbesser von tiefem sozialen Empfinden» beschrieben.
Meyer verstarb am 18. April 1882 im Alter von 36 Jahren.